# 정치 편향
정치 편향은 정치적 입장이나 정치적 후보를 더 매력적으로 보이게 하기 위해 정보를 기울이거나 변경하는 것과 관련된 편향이다. 미디어 편향 과 뚜렷한 연관성이 있는 이 용어는 일반적으로 기자, 뉴스 조직 또는 TV 프로그램이 정치 후보자 또는 정책 문제를 다루는 방식을 나타낸다.
편향은 개인이 정치적으로 반대되는 관점을 이해할 능력이 없거나 내키지 않을 때 정치적 맥락에서 나타난다. 개인의 그러한 편견은 특성 과 사고 방식에 뿌리를 두고 있을 수 있다. 정치적 스펙트럼을 따라 특정 위치에 있는 개인이 다른 개인보다 더 편향되어 있는지 여부는 불분명하다.

정치적 편향은 특정 정치 지도자나 정당을 선호하는 관점에 대한 단순한 표현과 이해를 넘어 일상적으로 행해지는 개인 간의 독서와 상호 작용을 초월한다. 정치적 편견의 만연은 유권자 행동과 그에 따른 정치적 결과에 입증된 효과와 함께 지속적인 영향을 미친다.
정치적 편견에 대한 이해와 함께 예상되는 정치적 중립성에 대한 위반을 인정하게 된다. 정치적 중립성의 결여는 정치적 편견의 결과이다.

## 같이 보기
- 가짜뉴스
- 프레이밍
- 주류 미디어
- 정치적 올바름
- 자기 검열